# Ames (Nowy Jork)
Ames – wieś w Stanach Zjednoczonych, w stanie Nowy Jork, w hrabstwie Montgomery.